# Ariel Kenig
Ariel Kenig (24 giugno 1983) è uno scrittore e drammaturgo francese, nato da madre francese e padre polacco.

## Carriera
Crebbe vicino a Parigi e scoprì la letteratura all'età di 17 anni. Deplorando il fatto che questo incontro abbia avuto luogo così tardi, smise di studiare nel 2003 e si dedicò completamente alla scrittura.
In seguito incontrò Audrey Diwan, che diventò la sua editrice e gli permise di pubblicare il suo primo romanzo, Camping Atlantic, nel gennaio 2005 presso Denoël. Questo libro tratta della noia violenta dell'adolescenza e della forza della fratellanza attraverso l'eroe Adonis. L'interesse suscitato dalla storia è tale che il Théâtre du Marais ne allestisce una rappresentazione.
Ariel Kenig allora si dedicò al teatro con tre lavori, Elle t'embrasse, Pas ce soir, Pompéi ou le suspense pornographique, prima di pubblicare il suo secondo romanzo, La Pause, nel 2006; questo romanzo è ambientato nel mondo della fabbrica, mentre la scrittura unisce introspezione e osservazioni sociologiche
Ariel Kenig si dedicò anche ad altri generi, pubblicando un saggio nel 2007, Quitter la France, nel quale riflette su ciò che rimane del sentimento d'essere francese.
Un quarto romanzo, New Wave, uscì nel 2008. È basato su una sceneggiatura dell'attore e registra Gaël Morel.
L'opera di Ariel Kenig si sviluppa fra una coscienza acuta dei problemi sociali attuali e una sensibilità letteraria e teatrale.

## Opere

### Romanzi e saggi
- 2005 - Camping Atlantic, edizione Denoël – ISBN 978-2-207-25609-1
- 2006 - La Pause, edizione Denoël - ISBN 978-2-207-25808-8
- 2007 - Quitter la France, edizione Denoël - ISBN 978-2-207-25960-3

### Teatro
- Pompéi ou le suspense pornographique, creato nel quadro del festival Mises en capsules, dal 29 maggio al 10 giugno 2007, al Ciné 13 Théâtre, con Nadège Perrier e Stanislas Kemper
- Le Feu, agosto 2007
- Pas ce soir

### Letteratura per la gioventù
- 2008 - Je ne suis pas un panda, edizione L'École des loisirs - coll. Mouches - ISBN 978-2-211-09312-5
- 2007 - La littérature est un jeu, edizione Librio - ISBN 978-2-290-00348-0
- 2007 -  Mon œil, edizione Thierry Magnier - coll. Photoroman - ISBN 978-2-84420-578-0